# Utrechtse Vecht

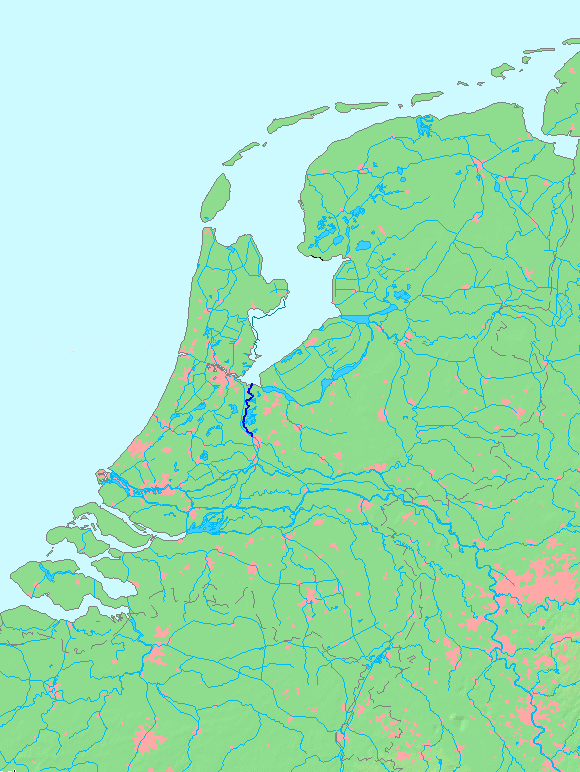
Lage der Vecht

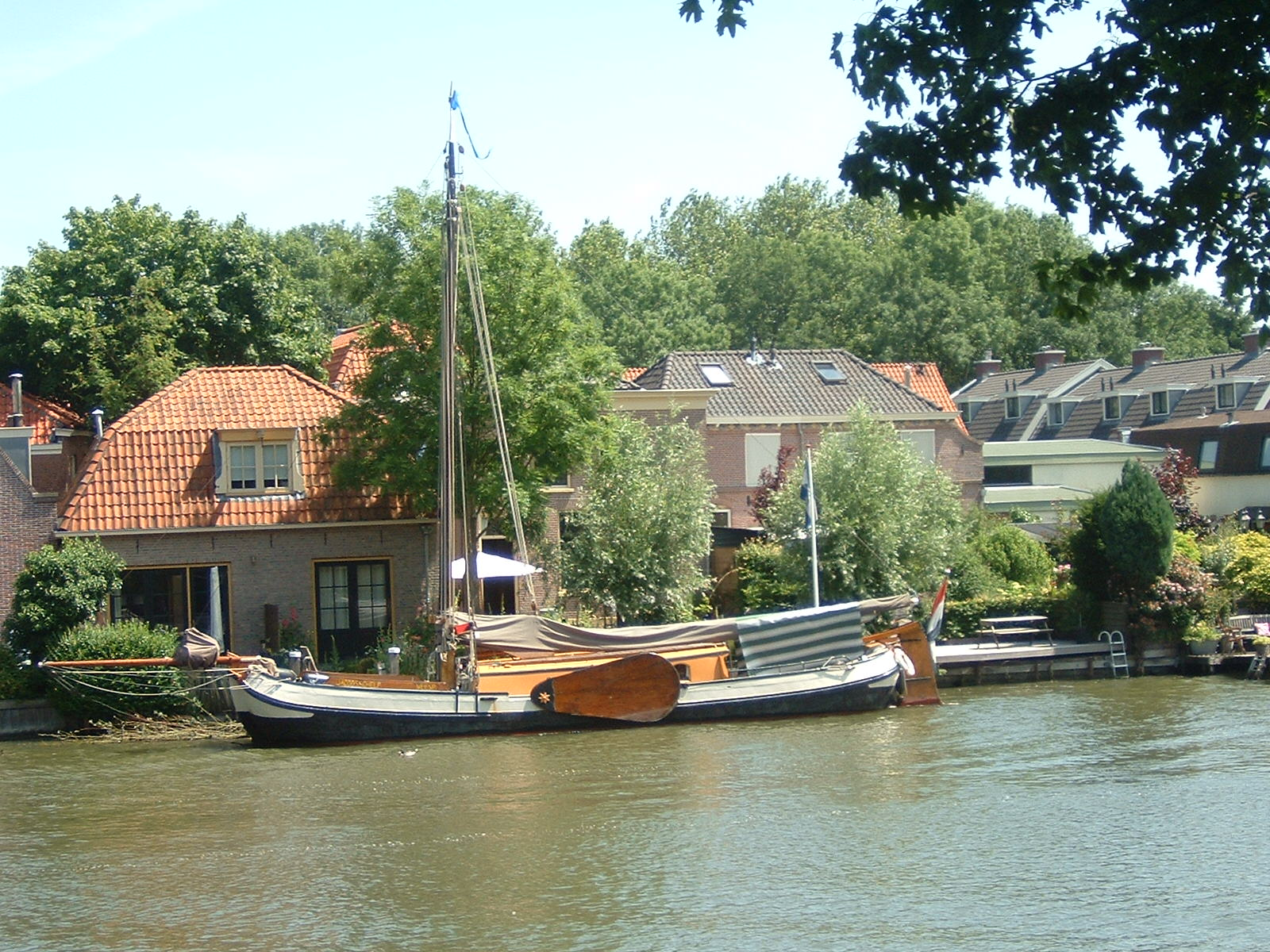
Am Ufer der Vecht

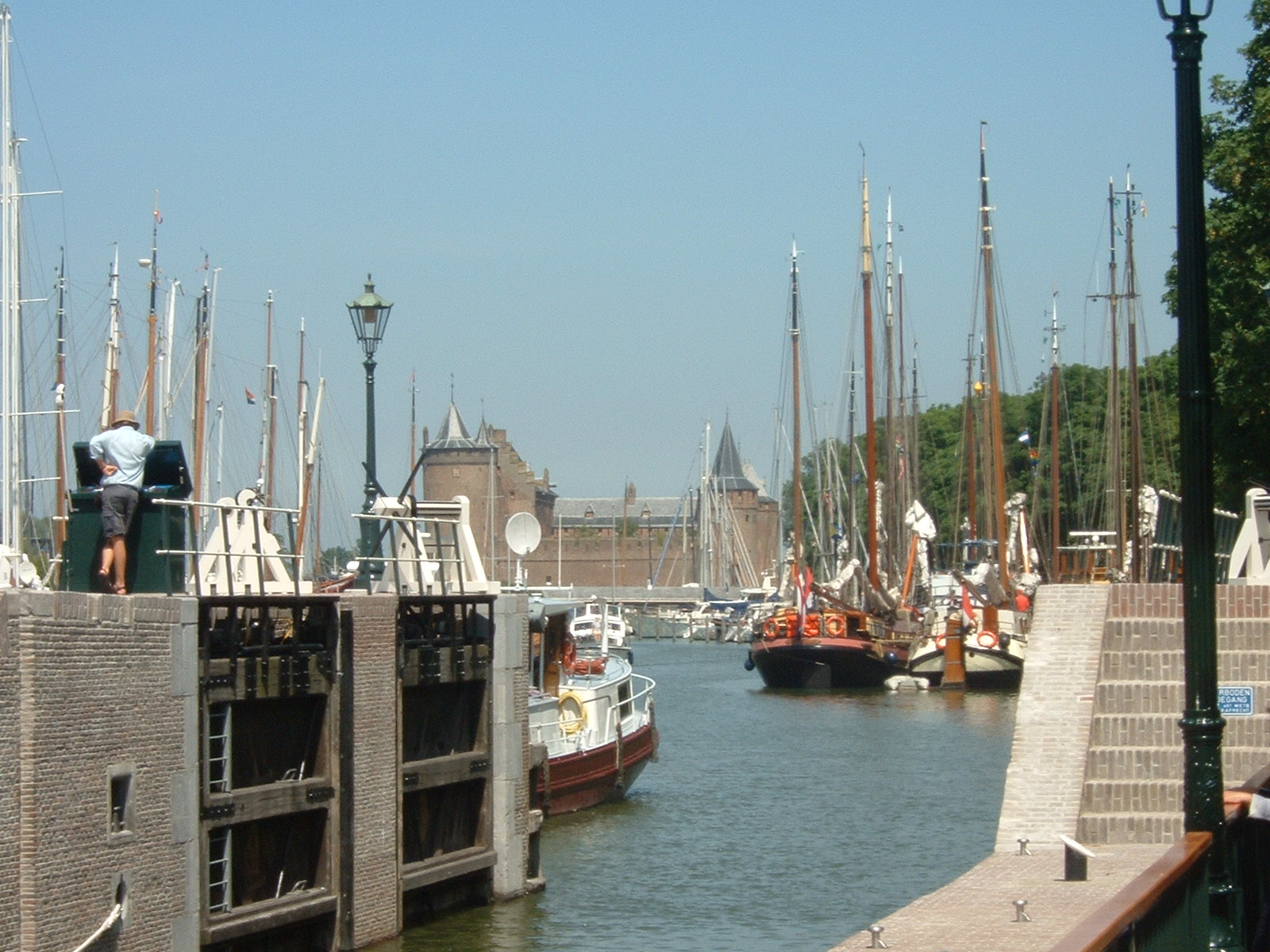
Vechtschleuse Muiden

Die Utrechtse Vecht ist ein 40 km langer Fluss in den Niederlanden. Sie fließt von der Stadt Utrecht über Maarssen, Breukelen und Weesp nach Muiden, wo sie im Gooimeer, einem Randsee des IJsselmeers, mündet.
Der weitgehend kanalisierte, aber immer noch kurvenreiche und malerische Fluss dient ausschließlich dem Wassersport. Die frühere Transportfunktion der Vecht übernahm der Amsterdam-Rhein-Kanal, da die Kurven und Zugbrücken die Schifffahrt behinderten. Die fünf Schleusen zwischen Vecht und Kanal sind seit 1983 geöffnet, so dass der Wasserstand in beiden Gewässern seitdem gleich ist.

## Geschichte
In römischer Zeit war der Fluss unter dem Namen Fectio bekannt. Am Abzweig vom Alten Rhein lag das Fort Fectio.
Im Mittelalter war die Vecht eine wichtige Schifffahrtsverbindung zwischen der Zuidersee, von wo aus man Verbindung nach Nordeuropa hatte, und dem Rhein, über den man das heutige Deutschland erreichen konnte. Wegen der strategischen Bedeutung wurden entlang der Vecht mehrere Kastelle errichtet. Zu ihnen zählen Nijenrode und Muiderslot. Der Fluss war Teil der Holländischen Wasserlinie.
Ab dem 17. Jahrhundert bauten viele reiche Amsterdamer Kaufleute ihre Herrensitze und Schlösser entlang der Vecht. Sie sind heute noch ein Anziehungspunkt für die vielen Wasserwanderer auf der Vecht.

## Strömungsrichtung
Die Vecht ist einer der wenigen Flüsse, in denen zeitweise das Wasser zur Quelle hinfließt. Das ist der Fall, wenn der Wasserspiegel des IJsselmeers höher ist als der Wasserstand der Vecht an der Schleuse von Muiden. Nur bei starken Regenfällen fließt die Vecht zur Mündung hin. Bei Nigtevecht besteht eine Verbindung zum Amsterdam-Rhein-Kanal.